# 小行星5253
小行星5253（英語：5253）是一颗围绕太阳公转的小行星。1985年12月15日，S. Singer-Brewster在帕洛马山发现了此天体。
这颗小行星的绝对星等为69.26961等。